# Fred Heron
Frederick Roger Heron (Fred Heron)  (6 października 1944 w Stockton, Kalifornia; zm. 28 grudnia 2010 tamże) – zawodowy zawodnik futbolu amerykańskiego, obrońca w National Football League. Zagrał siedem sezonów w St. Louis Cardinals (1966–1972).
Karierę sportową rozpoczął w drużynie San José State University. W meczu w 1969 roku, doznał kontuzji pleców, która doprowadziła do operacji w kwietniu 1970 roku. Większość tamtego sezonu grał z ciągłym bólem pleców i nóg, pomimo że dostawał leki przeciwbólowe. 
Wraz z żoną Betty studiował Biblię ze Świadkami Jehowy i w lutym 1972 roku zostali ochrzczeni. Cardinals zerwał umowę po kolejnej kontuzji pleców, która doprowadziła do ponownej operacji w październiku 1972 roku.
Po przejściu na emeryturę został asystentem nadzoru bezpieczeństwa kampusu w Rio Calaveras Elementary School w rodzinnym mieście Stockton. Zmarł 28 grudnia 2010 roku.